# 希臘禮天主教馬拉穆列什教區
希臘禮天主教馬拉穆列什教區（拉丁語：Dioecesis Maramuresensis）是羅馬尼亞一個東儀天主教教區、受希臘禮弗格拉什暨阿爾巴尤利亞總教區管轄。
教區成立於1930年6月5日。1963年首任主教去世，其教座懸空直至1989年羅馬尼亞革命後。2006年有教友151,952人、158個堂區、137名司鐸、三名修士。現任主教為巴西略·比澤烏。